# Douglas Credit Party
Douglas Credit Party var ett politiskt parti i Australien som förespråkade penningreform i linje med den av C.H. Douglas grundade Social Credit-teorin. Som mest fick de 7,02 procent i delstatsvalet i Queensland 1935. Partiets bästa resultat i det federala valet var 1934/1935, då de fick 4,69 procent. Partiet kom dock varken in i delstatsparlamentet eller i det federala parlamentet. 